# Nakba
Nakba (tiếng Ả Rập: النَّكْبَة an-Nakba, n.đ. 'Thảm họa') là một cuộc thanh lọc sắc tộc Palestine tại Lãnh thổ ủy trị Palestine, diễn ra đồng thời với Chiến tranh Palestine 1948, thông qua nhiều hình thức như di dời bạo lực, tước đoạt đất đai và tài sản, hủy diệt cấu trúc xã hội, trấn áp văn hóa, căn tính, quyền chính trị, và ý thức dân tộc của người Palestine. Thuật ngữ này đôi khi cũng được dùng để chỉ các cuộc di dời và truy bức người Palestine đang tiếp diễn dưới chính quyền Israel. Nhìn chung, chúng bao hàm các hành động làm tan vỡ xã hội Palestine và chối bỏ quyền hồi hương của người Palestine tị nạn và con cháu của họ.
Trong cuộc Nakba vào năm 1948, ngót nửa dân số Ả Rập của Palestine, tức gần 750.000 người, đã bị bị buộc phải chạy nạn khỏi quê nhà của mình, đầu tiên là bằng nhiều phương pháp bạo lực do các tổ chức bán quân sự Zionist gây ra, và do Lực lượng Quốc phòng Israel sau sự thành lập của Nhà nước Israel. Những sự kiện này diễn ra song song với hàng chục vụ thảm sát nhắm vào người Ả Rập Palestine và sự sụt giảm dân số của trên 500 làng mạc có đa số sắc dân là người Ả Rập; nhiều trong số những nơi này bị hủy diệt hoàn toàn hoặc được tái định cư bởi người Do Thái và bị thay thế bởi những cái tên Hebrew mới. Cho tới cuối cuộc chiến, 78% diện tích Lãnh thổ Ủy trị Palestine đã nằm dưới sự kiểm soát của Israel và ít nhất 15.000 người Ả Rập Palestine đã bị giết hại.
Theo tường thuật quốc gia của Palestine, Nakba được coi như một vết thương tinh thần tập thể, góp phần xác lập căn tính dân tộc và nguyện vọng chính trị của họ. Trái lại, tường thuật quốc gia của Israel cho rằng Nakba chỉ đơn thuần là hậu quả của cuộc chiến tranh giành độc lập, kiến thiết nhà nước Israel.  Theo đó, họ cho rằng sự kiện năm 1948 là khúc cao trào thể hiện nguyện vọng chính trị của cả người Do Thái lẫn Palestine, đồng thời là mốc vàng son thắng lợi của quân đội Do Thái trước các đội quân Ả Rập thù địch; mặt khác phủ nhận hoặc chối bỏ những tội ác do chính họ gây ra trong cuộc chiến, đồng thời khẳng định nhiều người Palestine đã tự ý rời đi chứ không bị ép buộc, hoặc lập luận rằng điều đó là hậu quả không thể tránh khỏi của chiến tranh tàn khốc. Tường thuật chối bỏ Nakba đã bị thách thức từ những năm 1970 trong lòng xã hội Israel, nhất là từ phía trường phái Sử gia Mới, tuy nhiên tường thuật chính thức về sự kiện này vẫn ít bị thay đổi.